# Грань (сезон 5)
Пятый и финальный сезон телесериала «Грань», который транслировался на телеканале Fox с 28 сентября 2012 года по 18 января 2013 года. Сезон включает в себя 13 эпизодов. В России сериал был показан на телеканале ТВ3.

## Сюжет
В сериале рассказывается о специальном агенте ФБР Оливии Данем, безумном учёном Уолтере Бишопе и его сыне Питере, которые исследуют аспекты науки «за гранью», такие как телепатия, левитация, невидимость, реинкарнация, генетическая мутация и так далее. Происходит ряд загадочных событий, называемых «Моделью».
В «Модель» входят такие явления, как ускоренное старение (новорождённый ребёнок за считанные минуты взрослеет и умирает), необъяснимые явления (автобус наполняется странным веществом, которое мгновенно затвердевает, а пассажиры становятся как москиты в янтаре) и многие другие аномалии.
Это выглядит так, как будто кто-то экспериментирует над целым миром, а Оливия, Питер и Уолтер берутся за расследование этих странных событий, чтобы определить их источник. Они обнаруживают связь «Модели» с корпорацией под названием «Мэссив Дайнемик», которая является ведущей глобальной исследовательской компанией, с множеством патентов на новые и важные технологии.
По мере расследования аномальных явлений они узнают, что существует параллельная Вселенная, где есть другая Оливия Данем и другой Уолтер Бишоп. Уолтер из нашей Вселенной нарушил баланс между Мирами, забрав из параллельной Вселенной смертельно больного Питера. Как следствие этого и появилась «Модель». Но как выяснилось позже, всё это лишь огромный план, который долгое время воплощался «наблюдателями».

## В ролях

### Основной состав
- Анна Торв — Оливия Данем (13 эпизодов)
- Джошуа Джексон — Питер Бишоп (13 эпизодов)
- Джон Ноубл — Уолтер Бишоп (13 эпизодов)
- Джесика Николь — Астрид Фарнсворт (13 эпизодов)

### Второстепенный состав
- Майкл Копса — капитан Виндмарк (10 эпизодов)
- Шон Смит — Анил (7 эпизодов)
- Джорджина Хейг — Генриетта «Этта» Бишоп (6 эпизодов)
- Майкл Керверис — Сентябрь/Дональд (4 эпизода)
- Юджин Липински — Декабрь/Наблюдатель (2 эпизода)

### Специальные приглашённые актёры
- Блэр Браун — Нина Шарп (3 эпизода)
- Лэнс Реддик — Филипп Бройлз (3 эпизода)
- Сет Гейбл — Линкольн Ли (1 эпизод)

## Эпизоды
| № общий | № в сезоне | Название                                                                                        | Режиссёр                      | Автор сценария              | Дата премьеры    | Произв. код | Зрители в США (млн) |
| --- | ---------- | ----------------------------------------------------------------------------------------------- | ----------------------------- | --------------------------- | ---------------- | ----------- | ------------------- |
| 88 | 1          | «Transilience Thought Unifier Model-11» «Разделитель мыслей Модель №11»                         | Жанно Шварц и Мигель Сапочник | Дж. Х. Уаймен               | 28 сентября 2012 | 3X8001      | 3,12                |
| Всё изменилось. На дворе 2036 год, земля захвачена Наблюдателями, контролирующими все действия населения и постепенно отравляющими атмосферу планеты угарным газом. Уолтер, Астрид и Питер освобождены из янтаря, где провели более 20 лет, дочерью Питера и Оливии - Генриеттой. Перед янтаризацией Уолтер и Сентябрь разработали некий план, за важной частью которого много лет назад была отправлена Оливия. Однако, Наблюдатели узнают о возвращении команды «За гранью» и теперь память, жизнь и само существование главных героев оказываются под угрозой. |            |                                                                                                 |                               |                             |                  |             |                     |
| 89 | 2          | «In Absentia» «В отсутствие»                                                                    | Жанно Шварц                   | Дж. Х. Уаймен и Дэвид Фьюри | 5 октября 2012   | 3X7502      | 2,98                |
| Информацию о планах Уолтера стёр наблюдатель. Оливия и Уолтер находят в бывшей лаборатории камеру, на которую Уолтер записал план уничтожения наблюдателей. С помощью пленного лоялиста Питер и Генриетта восстанавливают энергопитание лаборатории. |            |                                                                                                 |                               |                             |                  |             |                     |
| 90 | 3          | «The Recordist» «Тот, кто записывает историю»                                                   | Джефф Т. Томас                | Грэм Роланд                 | 12 октября 2012  | 3X7503      | 2,64                |
| Следующая кассета привела команду «За гранью» в Пенсильванию, где они должны были забрать особый кварц из заражённой пещеры. А также наблюдатели зачем-то забрали мужчину, который пытался забрать камни. |            |                                                                                                 |                               |                             |                  |             |                     |
| 91 | 4          | «The Bullet that Saved the World» «Пуля, спасшая мир»                                           | Дэвид Стрейтон                | Элисон Шапкер               | 26 октября 2012  | 3X7504      | 2,55                |
| Питер покупает Гентриетте цепочку, взамен утраченной. В группе Бройлза наблюдатели раскрывают одного из членов сопротивления, сам Бройлз начинает помогать команде «За гранью». Тем временем команда готовит нападение на место хранения еще одной части плана. Во время нападения Генриетту убивают. |            |                                                                                                 |                               |                             |                  |             |                     |
| 92 | 5          | «An Origin Story» «Настоящая история»                                                           | П. Дж. Пеши                   | Дж. Х. Уаймен               | 2 ноября 2012    | 3X7505      | 2,58                |
| Питер и Оливия переживают потерю дочери. Наблюдатели пересылают на землю из будущего части установки для загрязнения. С помощью лоялистов Питер устраивает диверсию на месте доставки, но что-то идет не так. В ярости Питер вживляет себе чип из тела наблюдателя. |            |                                                                                                 |                               |                             |                  |             |                     |
| 93 | 6          | «Through the Looking Glass and What Walter Found There» «Что нашёл Уолтер по пути в Зазеркалье» | Джон Кассар                   | Дэвид Фьюри                 | 9 ноября 2012    | 3X7506      | 2,47                |
| Уолтер достает еще одну кассету и узнает местонахождение части плана. Это карманная вселенная, вход в которую находится в одном из обычных зданий. Уолтер едет туда в одиночку, Питер, Оливия и Астрид спешат за ним. Вместе они продолжают поиски в другой вселенной. У Питера проявляются способности наблюдателей. |            |                                                                                                 |                               |                             |                  |             |                     |
| 94 | 7          | «Five-Twenty-Ten» «Пять-двадцать-десять»                                                        | Эгиль Эгилссон                | Грэм Роланд                 | 16 ноября 2012   | 3X7507      | 2,70                |
| Пользуясь новыми способностями, Питер устраивает еще одну диверсию. Тем временем команда «За гранью» с помощью Нины Шарп проникает в старое хранилище Белла, где находит два маяка наблюдателей, необходимые для осуществления плана. Питер начинает готовить покушение на Виндмарка. |            |                                                                                                 |                               |                             |                  |             |                     |
| 95 | 8          | «The Human Kind» «Человеческий род»                                                             | Деннис Смит                   | Элисон Шапкер               | 7 декабря 2012   | 3X7508      | 2,71                |
| Оливия отправляется еще за одной деталью. По дороге обратно её захватывают, но ей удается сбежать. Питер следит за Виндмарком. У них происходит драка, в результате чего, Питер убивает одного из наблюдателей. Уолтер узнает как прибор наблюдателей влияет на мозг Питера. Оливия уговаривает Питера избавиться от устройства наблюдателей. |            |                                                                                                 |                               |                             |                  |             |                     |
| 96 | 9          | «Black Blotter» «Чёрная марка»                                                                  | Томми Гормли                  | Кристин Кантрелл            | 14 декабря 2012  | 3X7509      | 3,12                |
| Радио начинает посылать какой-то сигнал. Питер и Оливия пытается найти источник сигнала. Сигнал приводит их к мальчику-эмпату с которым они встречались ранее. Мальчик является ключевой частью плана, как одержать победу над наблюдателями. |            |                                                                                                 |                               |                             |                  |             |                     |
| 97 | 10         | «Anomaly XB-6783746» «Аномалия XB-6783746»                                                      | Джеффри Хант                  | Дэвид Фьюри                 | 21 декабря 2012  | 3X7510      | 3,02                |
| Команда «За гранью» пытаются узнать у мальчика наблюдателя, кто такой Дональд, но не получают ни малейшего намека. Затем они обращаются за помощью к Нине, она отводит их в секретную лабораторию Massive Dynamic и они подключают мальчика к прибору расшифровывающему послания мозга наблюдателей. Однако как узнаётся у мальчика не только нет устройства в мозгу, ещё его мозг отличается от мозга других наблюдателей. Тем временем капитан Виндмарк, странным устройством из будущего прослушивает разговор Нины и Оливии и узнаёт про мальчика. Он начинает допрос сотрудников по поводу использования сублиматора материи и натыкается на работника который дал им это устройство. Он проводит жестокий допрос, но потом узнаёт про то, что вычислили местоположение Нины и уходит. Придя к Нине он сперва спрашивает где мальчик, а потом увидев капсулу с мертвым наблюдателем говорит, что «вы животные». После того как лоялисты не находят мальчика, Виндмарк собирается приступить к более жесткому допросу, но увидев, что Нина не боится, спрашивает её почему. Она в ответ спрашивает у него, знают ли Наблюдатели, почему они наклоняют голову, и проводит сравнение с ящерицами в конце говоря, что на самом деле животные они, после она застреливается. В конце эпизода мальчик показал Уолтеру, как зарождалась вселенная, другую временную линию и кто такой Дональд. Дональдом оказывается Сентябрь. |            |                                                                                                 |                               |                             |                  |             |                     |
| 98 | 11         | «The Boy Must Live» «Мальчик должен жить»                                                       | Пол Холахан                   | Грэм Роланд                 | 11 января 2013   | 3X7511      | 2,44                |
| Уолтер находит способ вернуть часть воспоминаний. Виндмарк возвращается в 2609 год и докладывает командеру, что мальчик находится в 2036 году. Команда «За гранью» находят Сентября. У Сентября вытащили чип и теперь он ничем не отличается от простых людей. Сентябрь рассказывает про то, как появились наблюдатели и мальчик. Мальчик оказывается сыном Сентября. Виндмарк опасаясь того, что Сентябрь и команда «За гранью» могут представлять угрозу отправляется обратно в 2036 год. С помощью чипа находящегося в теле Сентября Виндмарк находит дом Сентября, но чип был уже извлечен и в доме никого не было. Уолтер узнает, что он должен пожертвовать собой, чтобы спасти мир от наблюдателей. Лоялисты устанавливают дополнительные блокпосты для проверки. Команде «За гранью» приходится разделиться. Они садятся в поезд и неожиданно мальчик выходит из него. Лоялисты приводит мальчика к Виндмарку. |            |                                                                                                 |                               |                             |                  |             |                     |
| 99 | 12         | «Liberty» «Свобода»                                                                             | П. Дж. Пеши                   | Элисон Шапкер               | 18 января 2013   | 3X7512      | 3,28                |
| Команда «За гранью» пытаются найти место где спрятан мальчик. Виндмарк пытается допросить мальчика, но ему становится плохо. Бройлз узнает где находится мальчик и рассказывает об этом команде «За гранью». Команда «За гранью» пытаются придумать план как спасти мальчика. Оливия хочет вернуть свои способности, чтобы с помощью перемещения в другую реальность вернуть мальчика. С помощью окна в другую реальность команда «За гранью» узнают, как обстоят дела в другой реальности. В это время Сентябрь пробирается в Гарвардский университет, но никого не находит там. Сентябрь начинает собирать машину для перемещения мальчика в будущее. Оливии вводят картоксифан и она отправляется в другую реальность. Она встречается с Оливией и Линкольном и просит их о помощи. С их помощью Оливия попадает в лабораторию где держали мальчика, но его там не оказывается. Оливия отправляется на его поиски. Оливия находит мальчика и спасает его. Они вместе возвращаются в нашу реальность. Виндмарк узнает,что Бройлз помогает повстанцам. Сентябрь приходит к своему старому другу Декабрю и просит его о помощи. |            |                                                                                                 |                               |                             |                  |             |                     |
| 100 | 13         | «An Enemy of Fate» «Враг судьбы»                                                                | Дж. Х. Уаймен                 | Дж. Х. Уаймен               | 18 января 2013   | 3X7513      | 3,28                |
| Команда «За гранью» обдумывает план о запуске машины для переноса мальчика в 2167 год. За Бройлзом устанавливают слежку, он это замечает и отвлекает на себя Наблюдателей. Питер узнает, что Уолтер должен уйти вместе с мальчиком. Оливия и Астрид отправляются к Декабрю за деталью, но находят его мертвым. Деталь оказывается у Виндмарка. Виндмарк ловит Бройлза. Команда «За гранью» находят другой способ попасть в 2167 год. Виндмарк допрашивает Бройлза. Сентябрь говорит Уолтеру, что он пойдет с мальчиком. Питер и Оливия отравляют воздух в здании, находят куб и спасают Бройлза. Команда «За гранью» начинают осуществлять свой план, но неожиданно появляется Виндмарк и забирает с собой мальчика и Питера, решившего помочь мальчику. Оливия с помощью своих способностей убивает Виндмарка. Сентября ранят и он погибает. Уолтер вместе с мальчиком проходят во временную воронку. Мир вернулся к нормальной жизни. Питер получает письмо от Уолтера, в котором находится нарисованный белый тюльпан. |            |                                                                                                 |                               |                             |                  |             |                     |